# Nodar Mgaloblishvili
Nodar Mgaloblishvili (en ruso: Нодар Александрович Мгалоблишвили, en georgiano: ნოდარ მგალობლიშვილი, Tiflis, RSS de Georgia, Unión Soviética, 15 de julio de 1931-Ibidem, 26 de marzo de 2019) fue un actor de cine y teatro soviético y georgiano.

## Biografía
En 1954, Nodar Mgaloblishvili se graduó en la Universidad de Teatro y Cine Shota Rustaveli. El mismo año comenzó a trabajar en el teatro Marjanishvili como actor. Artista meritorio de Georgia (1976), Artista del Pueblo de la RSS de Georgia (1979), ganador del Festival de Drama y Música de Hungría (1976). Conocido fundamentalmente por su interpretación del Conde Cagliostro en Formula of Love dirigida por Mark Zakharov. 
Mgaloblishvili vivió y trabajó en Tiflis, Georgia.

## Filmografía seleccionada
- Centaurs (1978) como ministro Miguel.
- Jaqo's Dispossessed (1980, TV Movie) como Teimuraz Eristavi
- Formula of Love (1984) como Alessandro Cagliostro.
- Katala (1989) como Director
- Spetsnaz (2002) como barbudo
- A Second Before... (2007, Serie de TV) como The Devil